# Bruschino úr
A Bruschino úr (olaszul Il Signor Bruschino, ossia Il figlio per azzardo) Gioachino Rossini egyfelvonásos operája. Szövegkönyvét Giuseppe Foppa írta Alissan de Chazet Le fils par hasard, ou ruse et folie című színműve alapján. Ősbemutatójára 1813. január 27-én került sor a velencei Teatro Moiseben.

## Szereplők
| Szereplő                   | Hangfekvés   |
| -------------------------- | ------------ |
| Gaudenzio, Sofia gyámja    | basszus      |
| Sofia                      | szoprán      |
| Az öreg Bruschino          | bariton      |
| Az ifjú Bruschino          | tenor        |
| Florville, Sofia udvarlója | tenor        |
| Filiberto, kocsmáros       | basszus      |
| Marianna, cselédlány       | mezzoszoprán |
| Rendőr                     | tenor        |

## Cselekmény
Helyszín: Franciaország
Idő: 19. század eleje
Gaudenzio, Sofia gyámja az ifjú Bruschinót szemelte ki férjül a lány számára, aki azonban Florville-be szerelmes. Florville kihasználja, hogy Gaudenzio nem ismeri őt személyesen, sőt az ifjú Bruschinót sem, ezért ő jelenik meg a leánykérőn. Tervét megkönnyíti, hogy léha, költekező riválisát egy fogadós fogva tartja, mert nem tudta kifizetni a számláját. A dolgok jól haladnak, azonban betoppan az öreg Bruschino, aki értesült fia adósságáról és felelősségre akarja vonni. Gaudenzio házában mindenki azt állítja, hogy az álruhás Florville az ő fia. Az öreg tombol a méregtől, amikor a fogadós megjelenik fiával. Most már Gaudenzio is dühöng és nem akarja a lányt Florvillehez adni a tréfa miatt, de az ifjú Bruschinóhoz sem, miután az alaposan lejáratta magát. Hosszas huzavona után és Sofia kérleléseinek köszönhetően mégis beleegyezik a lány és Florville házasságába.

## Diszkográfia
Samuel Ramey (Gaudenzio), Kathleen Battle (Sofia), Claudio Desderi (Bruschino úr), Frank Lopardo (Florville) stb.; Angol Kamarazenekar, vez.: Ion Marin (1991) Deutsche Grammophon 00289 477 5668